# Bertrand Sassoye
Bertrand Sassoye, né le 24 juillet 1963 à Bruxelles, est un militant communiste belge. Il a été l'un des chefs des Cellules communistes combattantes.

## Biographie

### Jeunesse
Sa mère est institutrice et son père éducateur. Il termine son enseignement secondaire inférieur à l’Athénée de Saint-Gilles. Il y fréquente, puis habite, une communauté où vit Pierre Carette.
Ses premières activités politiques sont l’organisation de grèves et de manifestations dans le cadre du Front de Libération des Lycéens. Puis il s’engage dans le Comité de soutien aux Prisonniers Politiques en RFA (en fait les prisonniers de la Fraction Armée Rouge). Il travaille brièvement comme archiviste à Saint-Gilles puis est appelé au service militaire. Il fait partie, avec Pierre Carette et Frédéric Oriach, du groupe qui, le 10 février 1982, lance la revue Subversion, « revue internationale pour le communisme » et passe à la clandestinité cette année là.

### LesCellules Communistes Combattantes, prison, évasion, libération
Le 16 décembre 1985, il est arrêté à Namur avec trois autres membres des Cellules Communistes Combattantes : Pierre Carette, Didier Chevolet et Pascale Vandergeerde. Les CCC avaient commencé, le 2 octobre 1984 une série d’attentats contre l’OTAN, le gouvernement et le patronat. Ces attentats avaient été précédés en 1982 et 1983 de nombreuses opérations clandestines qui seront évoquées au procès (vol d’explosifs dans une carrière, pillage de l’armurerie d’une caserne, hold-up dans plusieurs banques, etc.). À son arrestation, Bertrand Sassoye circulait sous la fausse identité de Patrick Hiemeleers. Comme les trois autres membres des CCC, il refuse toute collaboration avec la police comme avec le juge Francine Lyna, et est placé à l’isolement total. Ce régime d’isolement, contre lequel les quatre mèneront des grèves de la faim, durera trois ans (jusqu’au procès). Au procès, les quatre accusés revendiquent la légitimité du combat des CCC et ils sont condamnés à la perpétuité.
Bertrand Sassoye a été détenu aux prisons de Saint-Gilles, Forest, Malines, Tournai, et Lantin. Il s’évade de la prison de Tournai le 19 mars 1992 avec deux codétenus mais est repris et condamné à six mois de prison pour l’évasion.
À la suite d'une campagne de solidarité intensive menée par l’Association des Parents et Amis des Prisonniers Communistes, il est mis en liberté conditionnelle le 10 juillet 2000 sans avoir renié son engagement. Il travaille comme gérant de la brasserie Verschueren à Bruxelles,.

### Travaux théoriques
Bertrand Sassoye va publier, sous le pseudonyme de Theodor Derbent, des essais sur les théories  militaires révolutionnaires sous forme d’articles, de conférence ou de livres (publiés aux éditions Aden à Bruxelles et Zambon à Francfort). Ces travaux sont surtout concentrés sur les théories de Clausewitz et leur influence sur les stratégies de guerres révolutionnaires (Lénine, Giap, Mao Zedong, etc.). Son principal ouvrage, Clausewitz et la guerre populaire, a été édité en français et en allemand mais ses conférences sont assez largement diffusées et traduites (anglais, allemand, italien, arabe, farsi, grec et espagnol). Son livre Giap et Clausewitz lui vaudra une invitation à la Bibliothèque militaire de l’Armée vietnamienne, le 25 septembre 2011, à Hanoï.
L’anonymat du pseudonyme sera total pendant plusieurs années, permettant à ces essais de recevoir une relative reconnaissance d’une part dans les milieux révolutionnaires, d’autre part dans les milieux spécialisés en stratégie. Le secret du pseudonyme sera brisé en juin 2008 par un journaliste du journal Le Soir enquêtant après la seconde arrestation.

### Le Secours Rouge et la seconde arrestation
Bertrand Sassoye rejoint dès sa libération en 2000 l’Association des Parents et Amis des Prisonniers Communistes (APAPC) qui l’a soutenu pendant sa détention. Il est un des cofondateurs en décembre du Secours Rouge de Belgique lorsque celui-ci est créé sur base de l’APAPC. Le Secours Rouge de Belgique, qui est membre du Secours Rouge International, organise notamment la solidarité avec les prisonniers révolutionnaires (communistes, anarchistes, antifascistes).  
Le 5 juin 2008, la police soupçonnant une complicité de quatre membres du Secours Rouge de Belgique avec une organisation clandestine italienne, le « Parti Communiste Politico-Militaire », procède à l'arrestation des quatre suspects et à plusieurs perquisitions. Un mouvement de solidarité se développe. Les trois premières libérations interviennent le 26 juin, Bertrand Sassoye ne sera libéré que le 29 juillet. Le parquet renoncera finalement à poursuivre les accusés et la prescription est constatée en novembre 2018.
Bertrand Sassoye reprend ses activités au Secours Rouge. Il participe à plusieurs délégations dans des procès à l’étranger et témoigne à celui de Nikos Maziotis et Pola Roupa du groupe armé anarchiste Lutte Révolutionnaire le 13 septembre 2012 à Athènes. Il intervient en 2019 dans le film Fedayin consacré à Georges Ibrahim Abdallah.

## Œuvres
- Clausewitz et la guerre populaire, éditions Aden, 2004[20].
- Giap et Clausewitz, 2006, éditions Aden, 206
- La résistance communiste allemande (1933-1945), éditions Aden, 2008
- De Foucault aux Brigades rouges (misère du retournement de la formule de Clausewitz), éditions Aden
- Catégories de la politique militaire révolutionnaire
- Mao et Clausewitz
- Pour une doctrine militaire prolétarienne (ou pas) – le débat Frounzé-Trotski de 1920-21